# Bruno Boari
Bruno Boari (Bologna, 7 ottobre 1896 – Bologna, 1º dicembre 1964) è stato uno scultore, pittore e medaglista italiano.
La sua ampia produzione spaziò dalle commissioni celebrative, principalmente sculture e alti e bassorilievi, alla medaglistica, ai manifesti, alla pittura. Rilevante la sua produzione ritrattistica, sia in scultura che in pittura, su commissione di privati di enti pubblici.

## Biografia

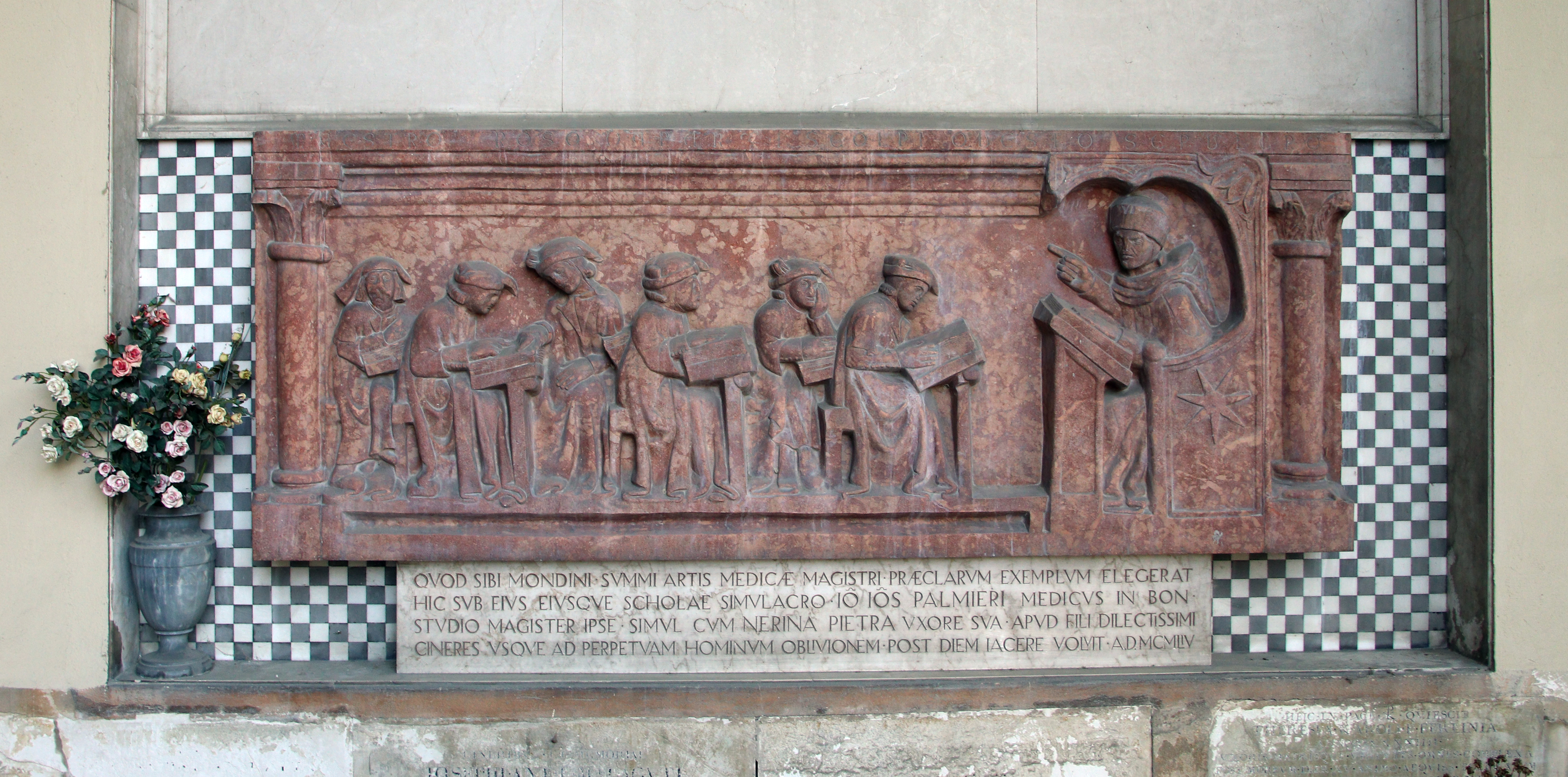
Monumento a Gianni Palmieri, realizzato da Saccenti e Boari, nella Certosa di Bologna

Unico maschio dei cinque figli di Alfredo Boari e Luigia Testoni, fu proprio con il padre, arredatore di chiese, che ebbe i primi contatti con la decorazione e la scultura.
Iscrittosi alla Accademia delle Belle Arti di Bologna, iniziò i suoi studi artistici con lo scultore Pasquale Rizzoli, interrotti a causa del primo conflitto bellico mondiale, durante il quale fu caporale d’artiglieria e disegnatore di postazioni militari. Alla fine della guerra si spostò a Roma presso la Nuova Scuola d’Arte della Medaglia, diretta dal 1909 dal bolognese Giuseppe Romagnoli.
Tornato a Bologna nel 1921, si sposò nel 1924 con Valentina Gubellini, nipote di Alberto Gamberini, proprietario di un omonimo timbrificio in Via Oberdan, da lui già frequentato prima della guerra, a diretto contatto con gli artigiani del laboratorio e con gli scultori che lo frequentavano , nel quale era nato il suo interesse per la scultura e le tecniche dello sbalzo, delle matrici e dei calchi. Dal matrimonio nacque, nel 1925, Aroldo, unico figlio, che diventerà chimico.
Attivo principalmente nella sua regione, grazie alla notorietà progressivamente acquisita, durante gli anni '30 arrivò a lavorare anche in altre città e ad esporre i propri lavori in mostre di livello nazionale ed internazionale.
Nel dicembre del 1936 ottenne la nomina all’unanimità di Accademico effettivo della classe di Scultura presso la Accademia Clementina di Bologna, prestigiosa istituzione cittadina presso la quale rimase attivo fino alla morte.
Rimasto vedovo nel 1950 si risposò alla fine degli anni ’50 con Romea Romagnoli, anche lei vedova.
A causa del rallentamento delle committenze successivo alla fine della seconda guerra mondiale, la sua produzione si legò principalmente all’ ambiente religioso – a lui familiare in quanto già dal 1925 membro della Commissione Diocesana di Arte Sacra – e al ritorno alla pittura ed in particolare alla ritrattistica.
Diventato membro dell’UCAI (Unione Cattolica Artisti Italiani), nel 1958 venne eletto membro del Consiglio di amministrazione e successivamente ne divenne Presidente.
Dal 1946 fu chiamato a far parte della commissione aggiunta per l’esame di monumenti e opere ornamentali della Commissione giudicatrice per le opere pubbliche dell’Emilia, incarico che mantenne fino alla morte.
Attivo nel Sindacato di Belle Arti e nel Circolo Artistico di Bologna, viene eletto nel 1945 consigliere e consulente per le Belle Arti di quest’ultimo.
Nel 1955 fu nominato Accademico e Socio effettivo dell’Accademia Latinitati Excolendae di Roma.
A seguito dell’applicazione della così detta "Legge del 2%" che prevedeva lo stanziamento una aliquota di spese obbligatoria per le opere d'arte nell'edilizia pubblica, divenne membro della commissione aggiunta alla Commissione Edilzia comunale nel 1964; nello stesso anno la Federazione Nazionale Artisti Pittori e Scultori della sezione di Bologna gli assegnò l’incarico di rappresentare la propria istituzione nelle Commissioni istituite dal Ministero per concorsi nazionali.
Sempre nel 1964, su nomina del Magnifico Rettore dell’Università di Bologna, partecipò al comitato esecutivo per la cerimonia solenne del 270º anniversario della morte di Marcello Malpighi, noto medico e scienziato bolognese.
Indebolito improvvisamente da un problema cardiaco, Boari morì a Bologna nel dicembre del 1964 ad appena 68 anni.
Oltre ai bassorilievi, alle sculture e ai medaglioni visibili sia al cimitero monumentale della Certosa che nel resto della sua città, di lui rimane una vasta produzione pittorica, scultorea e medaglistica in gran parte conservata privatamente presso gli eredi.

## Attività artistica

### Scultura

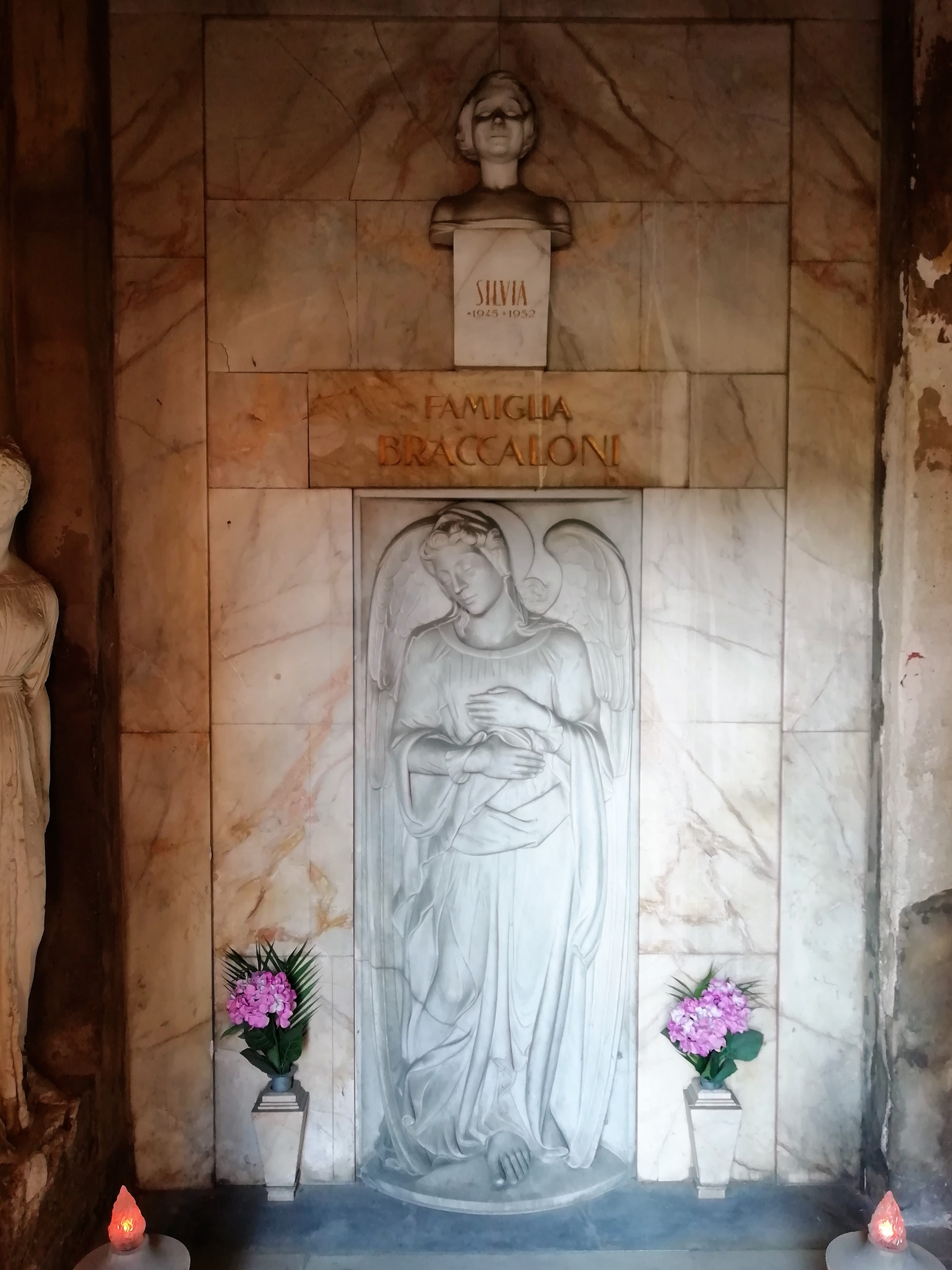
La Tomba Braccaloni del 1953 ca., nella Sala delle Tombe della Certosa di Bologna

Già a partire dal primo dopo guerra, iniziò una fervida attività di produzione scultorea, cominciando con numerosi monumenti dedicati ai Caduti per la Patria, vincendo numerosi concorsi. Noti sono il monumento ai Caduti di guerra del comune di Blevio, in collaborazione con l’architetto Giovanni Dazzi intitolato Lauris, quelli di Gatteo di Romagna (FC), quello di Cattolica (RN)  e quello di Travedona (CO), tutti del 1924; quello di Coriano (RN), quello di Morciano di Romagna (RN) e il monumento ai caduti e parco della Rimembranza di Gatteo (FC), tutti del 1925; quello di Lugagnano Val D’Arda (PC), del 1926. Tutti smantellati dal regime fascista per riutilizzare il bronzo a scopo bellico o distrutti nel dopo guerra, di essi restano solo le fotografie d’epoca.
Nel 1921 vinse il primo premio del Concorso Curlandese per l’arte della Scultura. Nel 1924, vinse il concorso per la realizzazione del busto in bronzo e una lapide in commemorazione di Don Lodovico Neri, indetto dalla Chiesa delle Lame a Bologna.
Nel 1927 si aggiudicò il premio artistico perpetuo della città di Parma.
Durante lo stesso anno iniziò un periodo di grandi opere e committenze pubbliche, tramite l’istituzione del Sindacato Fascista per le Arti, unico canale ufficiale pubblico in grado di organizzare mostre e rassegne. Nonostante l'assidua partecipazione a concorsi pubblici e mostre, Boari mantenne una vasta produzione personale di ritratti, liberi dai vincoli della committenza pubblica e del regime, attraverso i quali espresse la sua ricerca di bellezza formale ideale.
Nel 1930 fu chiamato a realizzare il bassorilievo Decima legio per la facciata della Casa del Fascio di Borgo Panigale (BO), distrutto nel 1945.
Nel 1932, ritornò al tema dei monumenti ai Caduti: per i Militi ed ex-Militi della Croce Rossa di Bologna realizzò il bassorilievo Il buon samaritano; dello stesso anno un bozzetto per il concorso del monumento ai Caduti di Alessandria, che non gli fu aggiudicato.
È del 1933 una delle committenze più importanti, il bassorilievo Lavoro di scavo in galleria per la fontana monumentale da erigersi davanti alla stazione centrale di Bologna in memoria dei 97 operai morti durante la costruzione della direttissima Bologna-Firenze. Appena terminata l'opera fu chiamato a far parte della giuria per il concorso architettonico della medesima fontana monumentale. Aggiudicata all’architetto Giulio Ulisse Arata, la fontana fu inaugurata da Vittorio Emanuele III il 22 aprile 1934, per finire distrutta dieci anni dopo, durante la seconda guerra mondiale.
Seguirono altre numerose committenze pubbliche come, nel 1935, la realizzazione del bassorilievo per la Biblioteca Universitaria della sede di Palazzo Poggi. Sempre nel 1935 fu chiamato ad eseguire i pannelli ed i rilievi di grandi dimensioni in occasione della Prima mostra corporativa dell’agricoltura a Bologna per la quale realizzerà la Sala dell’istruzione professionale.
Del 1936 è la grande committenza per il Palazzo del Gas di Bologna: per il salone interno realizzò il grande bassorilievo raffigurante la Vittoria incatenata del 1918 e la Vittoria imperiale del 1936.
In occasione del Primo centenario della Cassa di Risparmio di Bologna, nel 1937, gli venne commissionato un grande bassorilievo in bronzo, tuttora visibile sul grande scalone di marmo. Nello stesso anno, per celebrare il Primo centenario  della Cassa di Risparmio di Ferrara, esegui un altro bassorilievo in bronzo, raffigurante una figura allegorica maschile intenta a raccogliere i frutti di un melograno, sinonimo di abbondanza e fertilità.
Per la banca di Castelfranco Emilia (MO) eseguì il lunotto d’ingresso raffigurante san Donnino, patrono della città.
Sono del 1939-40 i due grandi altorilievi realizzati per l'Opera nazionale maternità e infanzia (ONMI) di Bologna che rappresentano il parto e l’assistenza ai bambini.
Sempre del 1940 è la lavorazione delle sculture e bassorilievi per il Liceo Scientifico Augusto Righi, uno dei quali è ancora oggi presente nella Aula Magna, mentre sulla facciata delle palestre è posto un grande bassorilievo raffigurante tre atleti, tutt’ora visibile. Le restanti decorazioni, gli alti signum fascisti posti sulla facciata principale, vennero distrutti nel 1945.
Nel 1951 due sue opere vennero selezionate per ricevere il premio Suzzara.
Di grande rilievo, per la ricchezza di particolari degli abiti, dei drappeggi e della fisionomia, il monumento funerario in bronzo del cardinale Giovanni Battista Nasalli Rocca di Corneliano, custodito nella cripta della Basilica di San Luca, a Bologna (1953); sempre in commemorazione del cardinale, sua è la lapide commemorativa in bronzo e marmo posta nella Cattedrale di San Pietro di Bologna.
Tra il 1954 e il 1956 realizza per la cappella Chiesa di Santa Maria della Mascarella le porte bronzee della cappella di San Domanico e per la cappella dei Caduti del 25 settembre 1943, la grande Pietà.
Nel 1954 si aggiudica il secondo premio al concorso per le grandi porte in bronzo del Duomo di Siena. Nello stesso anno partecipa alla "Mostra nazionale dei bozzetti per la porta maggiore del Duomo", inaugurata il 16 agosto presso la fortezza medicea di Siena.
Ricca anche la produzione per il Cimitero Monumentale della Certosa di Bologna: il monumento Grandi, la grande Pietà e i due busti in bronzo, 1941, la lapide con tre bassorilievi in marmo bianco per la cella Minerali, 1943,
la deposizione del Cristo, bassorilievo per la tomba Vigevani.
Il sarcofago per la famiglia Alesso, nel 1948, i bassorilievi di un angelo e un busto in marmo per il monumento Palmieri, del 1953, l’altorilievo di angelo della tomba Braccaloni del 1953; inoltre lavorò alla Cella Veronesi, con un crocifisso in bronzo, alla tomba Monti, con un bassorilievo di Madonna in marmo bianco, alla tomba Bruné, con un medagliere e alla tomba Pabis con un angelo in preghiera.
Appartenenti alla diocesi di Bologna, i tre busti dei cardinali Della Chiesa, poi papa Benedetto XV, Gusmini e Svampa, in marmo bianco.
Nella chiesa di San Giacomo Maggiore, sempre a Bologna, nella cappella di Santa Rita, Boari realizzò i bassorilievi in marmo che incorniciano il Cristo che appare a santa Rita coi santi Francesco e Piriteo Malvezzi, dipinto dal senese Galgano Perpignani del 1734.

#### Medaglistica
Rilevante è anche la produzione di medaglie, presenti ancora oggi in musei, come la Galleria di Arte Moderna e Contemporanea di Bergamo e principalmente nella collezione degli eredi. Frutto di partecipazione a concorsi o di committenze private, come quella per il Centenario Società medica chirurgica del 1923 tra le altre, le medaglie accompagnarono il lavoro dell’artista durante tutta la sua carriera, portandolo anche a partecipare, con alcune di queste, a mostre internazionali.
Delle medaglie realizzate per concorsi, ricordiamo quella con cui vinse il premio dello Stabilimento Johnson per il centenario voltiano nel 1927, quella per il Concorso Grazioli, indetto dall’Accademia di Brera nel 1928, quella del centenario della Società medica chirurgica di Bologna nel 1923.

##### Manifesti
Artista completo, Boari si dedicò anche al disegno, partecipando a diversi concorsi per la produzione di manifesti. Tra questi ricordiamo quelli degli anni ‘30 per il VII e successivamente per l’VIII Concorso Nazionale per la vittoria del grano e quello del 1934 per l’inaugurazione della Direttissima Bologna-Firenze. Nel 1924 si era già aggiudicato il manifesto per la Fiera di Bologna e quello per la propaganda per il nuoto.
Benché poco documentata, la produzione di manifesti fu molto ampia, come prova la grande quantità di bozzetti preparatori, oggi presente nella collezione degli eredi.

## Attività accademica
Poco dopo il suo rientro a Bologna dagli studi a Roma, nel 1923, ottenne il ruolo di insegnante incaricato della cattedra di plastica, disegno d’ornato, geometrico, professionale e di proiezioni presso l’Istituto tecnico Aldini Valeriani divenendone titolare dal 1929. Rimase in questa istituzione, di cui assume la vice presidenza, fino al pensionamento nel 1956.
Nel dicembre del 1936 ottenne la nomina all’unanimità di Accademico effettivo della classe di Scultura presso la Accademia Clementina di Bologna, presso la quale rimase attivo fino alla morte.

## Esposizioni
A partire dalla fine degli anni 20 iniziò una serie di partecipazioni a rassegne e mostre tanto a livello nazionale ed internazionale.
Espose alla Biennale d’Arte di Venezia due volte: la prima nel 1928 con Testa di fanciullo e la seconda nel 1936.
Nel 1929 partecipò alla IV Triennale di Milano e nello stesso anno all’Expo 1929 di Barcellona e con Ritratto espose alla mostra del sindacato Emiliano-Romagnolo tenutasi a Palazzo Sampieri a Bologna.
Nel 1932 è presente nuovamente alla V Triennale di Milano con la scultura Idoletto, appositamente realizzata per l’esposizione.
Nel 1933 partecipò a Budapest all’esposizione di arte italiana e a Venezia alla XX Esposizione Internazionale.
Nel 1934 prese parte con Ritratto di giovinetto alla mostra del Circolo Artistico di Bologna. Nello stesso anno venne invitato a far parte, con Morandi, Santi, Cervellati e Giordani, alla giuria della IV mostra Interprovinciale del Sindacato Fascista Belle Arti Emilia Romagna. In quella occasione espose tre disegni alcune medaglie e placchette e tre sculture: Testa di ragazzo, Idoletto e Testa di vecchio.
Nel 1935 espose alla Quadriennale di Roma una testa e nel 1941 alla III Mostra del Sindacato di Belle Arti di Milano.
Nel 1951 espone alla II biennale di Arte Sacra.
Nel 1952, di nuovo ad una rassegna internazionale, espose al Salone Autunnale del Palais des Artes di Tolosa. Nello stesso anno venne invitato anche alla Prima mostra nazionale di arte di Trieste alla quale prese parte con due opere.
Nella sua città, Bologna, non mancarono le partecipazioni a rassegne come la mostra d’Arte Contemporanea e la VII mostra provinciale dell’Avanti, entrambe del 1955, la mostra d’autunno del Salone del Podestà del 1959 e la Mostra sotto ai Portici del 1963 presso la quale espone alcune tele.

## Giurie di concorsi
Nel 1933 partecipò alla giuria del Concorso e Mostra del GUF di Bologna, assieme agli amici Drei e Pini, alla giuria del Premio Curlandese di Scultura oltre che al già menzionato concorso per il progetto architettonico della fontana monumentale della Stazione di Bologna.
Nel 1934 prense parte al Premio Baruzzi e alla IV mostra interprovinciale assieme a Giorgio Morandi, Bruno Santi, Alessandro Cervellati e Giorgio Giordani. Nel 1939 partecipò alle commissioni selezionatrici per la medaglia del centenario delle terme di Salsomaggiore e per la Mostra fotografica libera del Dopolavoro Aziendale Officine Comunali del Gas, a Bologna.
Nel 1952, su indicazione di Ercole Drei, fu parte della giuria del Concorso regionale del Monumento Ossario da erigersi presso il Cimitero Monumentale della Certosa dedicato ai Partigiani.
Nel 1959 fu invitato a selezionare i partecipanti alla mostra di Pieve di Cento e l’anno successivo quelli per la II mostra Provinciale di arte figurativa infantile.
Nel 1963 fece parte della Commissione della Mostra d'Autunno tenutasi nel Salone del '300 a Bologna